# Tivi, Oman
Sodobno mesto Ṭīwī (arabsko  طيوي) je mesto na obali približno 120 km jugovzhodno od Maskata in 40 km severozahodno od Sūra v Omanu. Znano je po arheološkem najdišču na območju, znanem kot al-Džurajf, v vilajetu Šarkija. Arheološko raziskovanje tega obalnega pasu se je začelo v poznih 1970-ih in od takrat je bilo opravljenih več raziskav. Večina najdišč, ki so bila zabeležena med temi raziskavami na območju Tivija, so bila središča školjk ali raztreseni kremen iz 5./4. tisočletja pred našim štetjem ali najdišča iz islamskega obdobja. Ker so bile vse te raziskave osredotočene na kraje, ki so tik ob obali ali tik ob sodobni cesti, je bila leta 2002 izvedena raziskava, ki je vključevala tudi zaledje Tivija (tj. vadi Tivi in območje med obalo in gorami). Med tem raziskovanjem so odkrili številna najdišča iz islamskih obdobij ter gradišče / naselbino iz mlajše železne dobe in obsežno sosednje grobišče.
Mesto in najdišče sta med vadi Šab in vadi Tivi v Omanskem zalivu.

## Arheološko najdišče
Najdena utrjena vas je na jugovzhodni strani Vadi Tīvī nad naseljem Tivi Džurajf. Naseljena je bila v samadski pozni železni dobi in v islamskih časih. Znana je kot mesto Tivi TW2 (22°49'14.38"N, 59°15'34.00"E, 75 m nadmorske višine). Prepoznavne so hiše in terase, ki so zgrajene z zelo velikimi kamni v posebni gradbeni tehniki. Razporeditev črepinj keramike namiguje na najstarejši poklic na severozahodu. Najdenih je bilo tudi nekaj zgodnjeislamskih črepinj, tako da domnevajo, da je bila poselitev neprekinjena z različnimi stopnjami. V srednjem islamskem obdobju je bila tik pod stolpom zgrajena citadela, čeprav je ta stolp očitno iz poznega islamskega datuma in niso našli nobenih starejših temeljev.
Arheološko najdišče leži znotraj vrha gore v gorovju Hadžar in vsebuje površinske najdbe, ki jih je mogoče pripisati samadski mlajši železni dobi ] Leži 700 m zahodno od obale. Skrito za skrajno vzhodno konico vulkanske stene je to naselje malo vidno z morja ali bližnje obalne ceste. Kartirano in raziskano je bilo leta 2002.
Severozahodno, severno in vzhodno od obsežne naselbine so se pojavljale mlajše železnodobne naselbine.
Najstarejši ostanki, ki jih je mogoče datirati, so približno 130 hafitskih grobnic (pozno 4. ali zgodnje 3. tisočletje pr. n. št.). So ob vhodu v vadi Tivi, ob robovih nekaj manjših vadijev, ki se raztezajo s teras nad Tivijem, pa tudi vzdolž obalnih pečin.
V nekaterih od teh hafitskih grobnic so odkrili najdbe sekundarnih pokopov iz obdobja Umm an-Nar (3. tisočletje pr. n. št.), obdobja Vadi Suk (2. tisočletje pr. n. št.) in zgodnje železne dobe (1200-600 pr. n. št.). Te najdbe vključujejo črepinje črno pobarvane sivo in rdeče posode (obdobje Umm an-Nar), fragmente posod iz mehkega kamna in pokrov iz mehkega kamna (obdobje Vadi Suk, obdobje zgodnje železne dobe), dve bronasti puščični konici (starejša železna doba) in prvi železnodobni žig v Omanu. Vendar le ti sekundarni pokopi namigujejo na zasedbo tega območja v omenjenih obdobjih.
Stanje ohranjenosti in metode snemanja pogojujejo videz nastale skice. Ponovno je bilo preslikano leta 2014. Zdi se, da je bilo najdišče v zadnjem obdobju občasno uporabljeno. Kmalu po preiskavi je bila lokacija hudo zasuta z buldožerji, da bi zgradili obalno avtocesto in komercialno razvili območje. 
Po uničenju naselja Tivi Džurajf v začetku 16. stoletja našega štetja se zdi, da se glavne gradbene dejavnosti premaknejo na severno stran vadi Tivi, kjer je staro mestno jedro in tudi sodobno mesto Tivi.